# NGC 811
NGC 811 è una lontana galassia lenticolare situata nella costellazione della Balena, a una distanza di circa 692 milioni di anni luce dalla nostra Via Lattea.

## Scoperta
La galassia è stata scoperta nel 1886 dall'astronomo statunitense Francis Leavenworth.
L'identificazione di NGC 811 negli altri astronomici non è univoca. Il database NASA/IPAC (NED) e SIMBAD la identificano con PGC 7905, pur non ritenendola certa. Il sito SEDS e Seligman la identificano invece con PGC 7870. I dati riportati in questa pagina corrispondono a questa classificazione.